# Karl Thunander
Karl Fredrik Thunander, ursprungligen Jonasson, född 16 september 1847 i Vrigstads socken i Jönköpings län, död 26 augusti 1926 i Öja församling i Södermanlands län, var en svensk präst.
Karl Thunander var son till Jonas Svensson, hemmansägare i Skogen, Vrigstads socken, och hans hustru Gustava Thunander samt bror till Johan Wilhelm Thunander som grundade Hagafors Stolfabrik. Karl Thunander blev student vid Uppsala universitet 1872 och prästvigdes 1878. Han blev komminister i Floda församling 1881, kyrkoherde där 1885 samt prost 1912. Han utgav Öfversigt af den andliga diktningen i Sverige under 18:de århundradet samt predikningar.
Han var gift med Maria Åkerstein (1859–1944) och var far till skolmannen Gunnar Thunander (1883–1967).